# Augochlora laneifrons
Augochlora laneifrons är en biart som först beskrevs av Joseph Vachal 1911.  Augochlora laneifrons ingår i släktet Augochlora och familjen vägbin. Inga underarter finns listade.